# Zagrebački filmski festival
Zagrebački filmski festival (eng.  Zagreb Film Festival), godišnji je filmski festival u Zagrebu. Pokrenula ga je produkcijska kuća Propeler film d.o.o. 2003. godine.
Održava se u prostorima kina Europa, kina Tuškanac, Muzeja suvremene umjetnosti, Dokukina te Akademije dramske umjetnosti, čije se dvorane, predvorja i barovi stavljaju na raspolaganje festivalskim zbivanjima. 
Programski je usmjeren k predstavljanju i promociji debitantskih filmova i novih autora. U glavnom (natjecateljskom) festivalskom programu dosad su se natjecali nekadašnji debitanti, a danas veliki redatelji poput: Stevea McQueena, Cristija Puiua, Radua Judea, Xaviera Dolana, Andreja Zvjaginceva, Taike Waititija, Jeffa Nicholsa i drugih, dok nacionalni natjecateljski program Kockice iz godine u godinu okuplja i publici predstavlja niz novih imena na domaćoj filmskoj sceni.

## Glavni programi
Dugometražni igrani filmovi
- Natjecateljski program dugometražnih igranih filmova (kino Europa, kino Tuškanac) donosi prve i druge filmove redatelja/redateljica koji se natječu za nagradu Zlatna kolica.

Kratkometražni igrani filmovi
- Natjecateljski program kratkometražnih igranih filmova (kino Tuškanac) donosi deset naslova koji će se natjecati za nagradu Zlatna kolica za najbolji kratki igrani film.

Kockice
- Kockice su nacionalni natjecateljski program kratkometražnog filma koji stavlja naglasak na nove autor/ice koji još nisu snimili dugometražni film. U programu koji postoji od samih početaka Zagreb Film Festivala premijerno su prikazana kratkometražna ostvarenja danas etabliranih hrvatskih filmaša pa se stoga Kockice smatraju jednom od najznačajnijih platformi za promociju mladih talenata u Hrvatskoj.

PLUS
- Natjecateljski program ZFF-a namijenjen srednjoškolcima. Pet filmova koji se svake godine natječu za novčanu nagradu u iznosu od 500 eura odabiru učenici i učenice srednjih škola.

Ponovno s nama
- Od 2016. Zagreb Film Festival osim Zaltnih kolica dodjeljuje i nagradu Zlatni bicikl. Nju dobiva najbolji film iz popratnog programa Ponovno s nama u kojem se prikazuju novi filmovi proslavljenih autora čiji je prvi ili drugi film ZFF prikazao prijašnjih godina u glavnom programu. ZFF rado otkriva nove redateljske nade, a ovaj nam program daje priliku da pratimo njihov daljnji rad.

## Popratni programi
Velikih 5
- Stalni program Zagreb Film Festivala Velikih 5 donosi izbor filmova iz pet najvećih europskih kinematografija – Francuske, Italije, Njemačke, Ujedinjenog Kraljevstva i Španjolske. Program se već godinama održava uz pomoć naših partnera i prijatelja iz mreže kulturnih instituta Europske unije u Hrvatskoj (EUNIC Hrvatska).

Bibijada
- Program ZFF-a namijenjen najmlađoj publici ove se godine održava po jedanaesti put! Od 2007. kada je po prvi puta održana, Bibijadine filmove je pogledalo skoro 30 tisuća osnovnoškolaca.

Dan lux filma
- Nagradu LUX od 2007. godine dodjeljuje Europski parlament za postignuća u kinematografiji. Nagrada usmjerava pažnju na javnu raspravu o Europskoj uniji i njezinim politikama te daje potporu širenju europskih (ko)produkcija. Dani LUX filma organiziraju se tijekom jeseni u više od 40 gradova u Europskoj uniji i opipljiv su izraz angažmana Europskog parlamenta u području filma i kulture. S titlovima na svim službenim jezicima EU-a, filmovi koji se natječu postaju dostupni širokoj publici i potiču rasprave o temama koje se tiču svih nas. Tijekom Dana LUX filma, koji su organizirani u okviru godišnje nagrade LUX, tri filma koji su ušli u finalni izbor prikazuju se istovremeno u 28 država EU-a na 24 jezika.

Moj prvi film
- Popratni program Moj prvi film uveden je 2008. godine, a dosad smo u njemu imali prilike upoznati debitantska ostvarenja danas najznačajnijih redatelja Španjolske, Njemačke, Danske, Austrije, Poljske, Rumunjske i drugih europskih kinematografija.

## Nagrade
Zlatna kolica su nagrada Zagreb Film Festivala, a uz skulpturu autora Nedjeljka Mikća dodjeljuju se i novčana sredstva najboljima.
Zlatna kolica za najbolji dugometražni igrani film
- Redatelju najboljeg dugometražnog igranog filma bit će uručena skulptura Zlatna kolica i novčana nagrada od 4.000 eura.

Zlatna kolica za najbolji kratki igrani film
- Redatelju najboljeg kratkometražnog igranog filma bit će uručena skulptura Zlatna kolica i novčana nagrada od 1.000 eura.

Zlatna kolica za najbolji hrvatski film u programu Kockice
- Redatelju najboljeg filma u programu Kockice bit će uručena skulptura Zlatna kolica te novčana nagrada u iznosu od 10 000 HRK koju osigurava Društvo hrvatskih filmskih redatelja.

Zlatni bicikl
- Uvedena 2016. na 14. izdanju Zagreb Film Festivala, nagrada Zlatni bicikl, dodjeljuje se najboljem filmu iz popratnog programa Ponovno s nama. Spomenuti program uključuje nove filmove autora čija su prethodna ostvarenja prikazivana na ranijim izdanjima ZFF-a i koji su na neki način odrastali sa Zagreb Film Festivalom.

Nagrada za najbolji film za mlade u programu PLUS
- Nagradu i iznos od 500 eura dodjeljuje peteročlani mladi žiri.

HT nagrada publike za najbolji dugometražni film

## Galerija
- Red za Vip kino &TD
- Kino SC
- Izložba "Odlučni trenuci"

## Vanjske poveznice
- Zagrebački filmski festival
- www.propelerfilm.com